# Chagor
Chagor (hebr. חגור) – moszaw położony w samorządzie regionu Derom ha-Szaron, w Dystrykcie Centralnym, w Izraelu.
Leży we wschodniej części równiny Szaron na granicy z Szefelą, w otoczeniu miast Rosz ha-Ajin i Kafr Kasim, miasteczek Dżaldżulja i Kafr Bara, moszawów Newe Jarak, Eliszama, kibucu Choreszim, oraz wioski Sede Chemed.

## Historia
Moszaw został założony w 1949 przez byłych żołnierzy z żydowskich oddziałów Palmach. W następnych latach osiedliło się tu wielu imigrantów ze wschodnich krajów.

## Kultura i sport
W moszawie jest ośrodek kultury, boisko do piłki nożnej, korty tenisowe oraz basen kąpielowy.

## Gospodarka
Gospodarka moszawu opiera się na intensywnym rolnictwie, sadownictwie i mleczarstwie.

## Komunikacja
Wzdłuż południowej i wschodniej granicy moszawu przebiegają autostrada nr 5 i autostrada nr 6, brak jednak możliwości bezpośredniego wjazdu na nie. Z moszawu wyjeżdża się na zachód na drogę nr 444 , którą jadąc na południe dojeżdża się do węzła drogowego autostrad nr 5 i nr 6 oraz miasta Rosz ha-Ajin, natomiast jadąc na północ dojeżdża się do drogi nr 531  i miasteczka Dżaldżulja. Droga nr 531 przebiega wzdłuż północnej granicy moszawu. Jadąc nią na wschód dojeżdża się do autostrady nr 6, a jadąc na zachód dojeżdża się do miasta Kefar Sawa. Droga nr 5233 prowadzi na wschód do miasteczka Kafr Bara i kibucu Choraszim.

## Osoby związane z moszawem
- Gabi Aszkenazi – urodzony w moszawie, generał, Szef Sztabu Głównego Sił Obronnych Izraela.
- Dan Chaluc – mieszkał w moszawie, generał były Szef Sztabu Głównego Sił Obronnych Izraela.